# リトアニアへの旅の追憶
『リトアニアへの旅の追憶』（リトアニアへのたびのついおく、Reminiscences of a Journey to Lithuania）は、ジョナス・メカス監督のドキュメンタリー映画。メカスの生まれ故郷であるリトアニアのパネヴェジース郡セメニシュケイ村への旅を中心に描かれている。発表は1972年。メカスにとって2本目の日記映画。
2006年、アメリカ議会図書館は「文化的、歴史的、審美的に重要」なものとして『リトアニアへの旅の追憶』をアメリカ国立フィルム登録簿に保存した。

## あらすじ
メカス本人によると、この映画は3つのパートから成る。第一のパートは1950年から1953年までのアメリカにやってきたメカスと弟。第二のパートは27年ぶりに里帰りしたメカス。第三のパートは戦争中に住んでいたハンブルク郊外やウィーンへの訪問。